# Heidelberg Materials

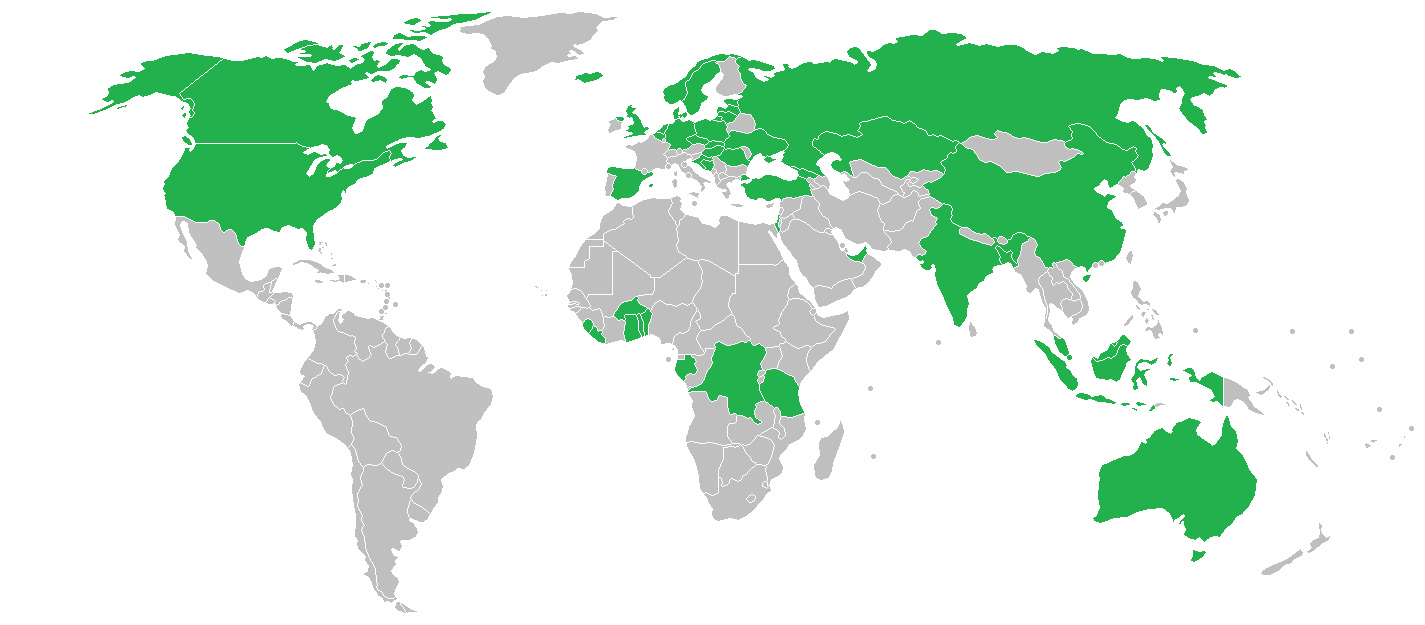
Факторiï компанiï у свiтi

Heidelberg Materials AG — німецька компанія з виробництва будівельних матеріалів, один з найбільших в світі виробників цементу. Раніше відома як HeidelbergCement AG, компанія змінила назву на Heidelberg Materials у вересні 2022 р. Штаб-квартира — у місті Гайдельберг. Заснована в 1874 році.

## Діяльність
Основним акціонером компанії Heidelberg Materials AG є Людвіг Меркле (Німеччина) — він має 25,11 % акцій через контрольовані ним компанії. 74 % акцій знаходяться у вільному обігу на ринку.
Заводи компанії розташовані в Німеччині, Бельгії, Великій Британії, Франції та ін. (Всього понад 40 країн):
| - Австралія - Бангладеш - Бельгія - Боснія і Герцеговина - Бруней - Болгарія - Канада - КНР - Хорватія - Чехія - ДР Конго - Данія - Єгипет - Естонія - Франція - Німеччина - Грузія | - Гана - Греція - Угорщина - Ісландія - Індія - Індонезія - Італія - Казахстан - Латвія - Литва - Люксембург - Малайзія - Мавританія - Марокко - Нідерланди - Норвегія | - Палестина - Польща - Румунія - Росія - Сінгапур - Словаччина - Іспанія - Шрі-Ланка - Швеція - Танзанія - Таїланд - Того - Туреччина - Україна - Велика Британія - США |

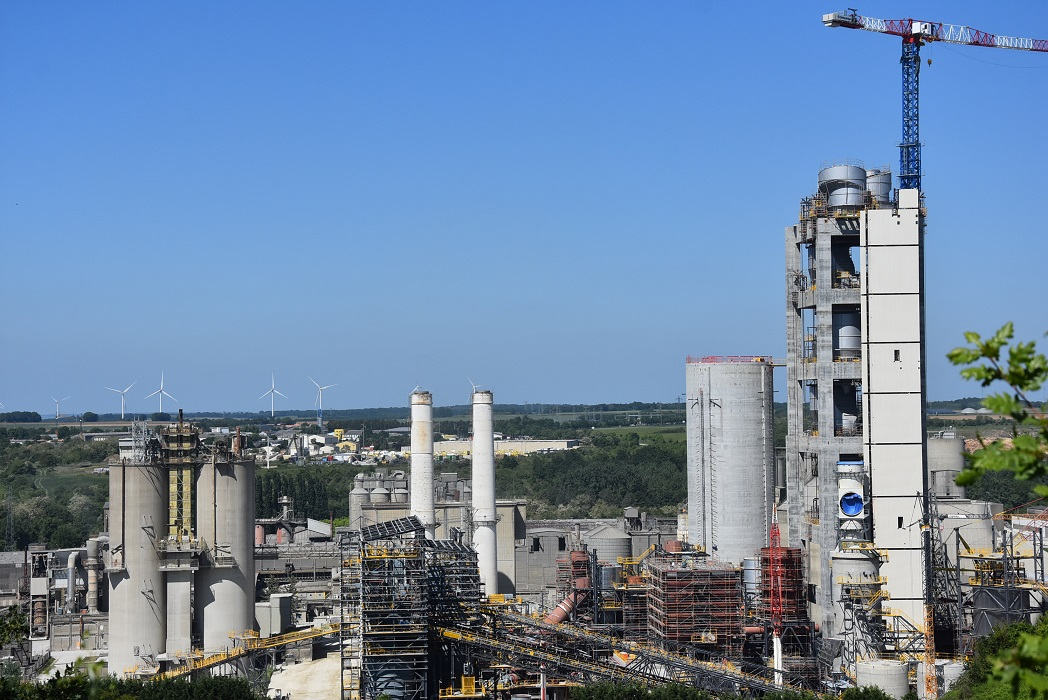
завод, що будується у Франції, весна 2025 року.

Компанія постачала матеріали для будівництва Донбас Арени, Храму Святого Сімейства, хмарочосу Боу, Веж Петронас.
У 2010 році Heidelberg Materials виробила 78 мільйонів тонн цементу. Загальна чисельність персоналу — понад 53 тисяч чоловік. Обіг Heidelberg Materials AG в 2010 році склав 11,8 млрд €, чистий прибуток — 511 млн €.
З 21 червня 2010 включена в німецький фондовий індекс DAX.

### В Україні
В Україні компанія володіє цементними заводами в містах Кам'янське, Амвросіївка і Кривий Ріг. Усі цементні заводи Групи HeidelbergCement в Україні ведуть свою діяльність як єдина юридична особа ПАТ «ХайдельбергЦемент Україна»
- Амвросіївський цементний комбінат — одне з найстаріших цементних підприємств України. Він має 6 технологічних ліній, 8 млинів. Завод має власну сировинну базу. Мергель і крейда видобуваються в належних підприємству кар'єрах. Їх запаси — значні, а якість мергелю — одна з найкращих в Європі.
- Дніпродзержинський цементний завод спеціалізується на виробництві шлакових видів цементу. Завод став першим серед цементних підприємств України, які отримали сертифікат на відповідність системи екологічного управління стандартам ISO 14000. Почалося будівництво заводу в 1929 році, введений в експлуатацію під назвою Каменський цементний завод він був в 1934 році. За роки свого існування виробництво зазнало три реконструкції: 1948, 1970, 1979. Завод входить до складу HeidelbergCement Group з 2002 року.
- Криворізький цементний завод використовує сухий спосіб виробництва цементу. Він був введений в експлуатацію в 1952 році. До складу групи завод увійшов у 2001 році. Кар'єр Жовтокам'яний розташований в 70 км від заводу. Доставка сировини здійснюється залізничним транспортом. Для дозування сировинної суміші побудовано дозувальне відділення (блок) з шістьма бункерами і ваговими стрічковими живильниками фірми «Schenk». На заводі проведені виробничо-технічні модернізації, значні перетворення у сфері корпоративного управління. Впроваджено систему корпоративного обліку SAP.